# Protogenia (filla d'Erecteu)
Segons la mitologia grega, Protogenia (en grec antic: Πρωτογένεια, 'nascuda la primera') va ser una princesa atenesa, filla d'Erecteu i de Praxítea.
Ella i la seva germana Pandora s'havien ofert com a víctimes expiatòries quan l'exèrcit dels eleusins dirigit per Eumolp s'acostava a Atenes. Les dues germanes rebien el nom de jacíntides o hiacíntides perquè el sacrifici s'havia celebrat en un turó que es deia Jacint o Hiacint.